# San Marino CEPU Open 2011
Il San Marino CEPU Open 2011 è stato un torneo professionistico di tennis maschile giocato sulla terra rossa. È stata la 24ª edizione del torneo, facente parte dell'ATP Challenger Tour nell'ambito dell'ATP Challenger Tour 2011. Si è giocato nella Città di San Marino in San Marino dall'8 al 14 agosto 2011.

## Partecipanti

### Teste di serie
| Nazionalità | Giocatore        | Ranking* | Testa di serie |
| ----------- | ---------------- | -------- | -------------- |
| Italia      | Potito Starace   | 63       | 1              |
| Rep. Ceca   | Lukáš Rosol      | 69       | 2              |
| Italia      | Filippo Volandri | 73       | 3              |
| Spagna      | Pere Riba        | 77       | 4              |
| Portogallo  | Rui Machado      | 84       | 5              |
| Francia     | Marc Gicquel     | 101      | 6              |
| Germania    | Miša Zverev      | 115      | 7              |
| Francia     | Benoît Paire     | 117      | 8              |

- 1 Ranking al 1º agosto 2011.

### Altri partecipanti
Giocatori che hanno ricevuto una wild card:
- Alessio Di Mauro
- Stefano Galvani
- Thomas Muster
- Matteo Trevisan

Giocatori che sono entrati nel tabellone principale come special exempt:
- Grégoire Burquier
- Leonardo Mayer

Giocatori che sono passati dalle qualificazioni:
- Maxime Authom
- Benjamin Balleret
- Daniele Giorgini
- João Sousa

## Campioni

### Singolare
Potito Starace ha battuto in finale  Martin Kližan che si è ritirato sul punteggio di 6–1, 3–0.

### Doppio
James Cerretani /  Philipp Marx hanno battuto in finale  Daniele Bracciali /  Julian Knowle con il punteggio di 6–3, 6–4.